# Morning Glory (Yacht, 1993)
Die Morning Glory ist eine Motorsegelyacht der Luxusklasse. Sie wurde 1993 für den Medienunternehmer Rupert Murdoch gebaut, der sie 1999 an Silvio Berlusconi verkaufte. 

## Das Schiff
Das als Ketsch getakelte Schiff wurde 1993 auf der auf Großyachten spezialisierten Werft von Perini Navi in Viareggio, Italien, entworfen und gebaut. Es hat eine Länge von 48,16 m über alles bzw. 37,77 m in der Wasserlinie, ist 9,21 m breit und hat einen Tiefgang von 7,65 m bei ausgefahrenem, 3,32 m bei eingefahrenem Kiel. Der Rumpf ist aus Stahl, die Aufbauten sind aus Aluminium. Die Decksbeplankung ist aus Teakholz. Die Wasserverdrängung beträgt bei voller Beladung 380 Tonnen. 
Zwei MTU-Schiffsdieselmotoren des Typs MTU 12V 183 TE 62 mit je 550 Kilowatt Leistung ermöglichen über zwei Schrauben eine Geschwindigkeit von 14,8 Knoten. Der Treibstoffvorrat beträgt 41.200 Liter, was bei einer Marschgeschwindigkeit von 12 Knoten eine Reichweite von 4800 Seemeilen erlaubt. Im Bug befindet sich eine Querstrahlsteueranlage von Schottel.
Der Großmast ist 44,8 m hoch (über der Wasserlinie), der Besanmast 36,85 m. Die Gesamtsegelfläche beträgt 990 m2. In der Eignerkabine und drei Gastkabinen, die alle mit Klimaanlage versehen sind, finden bis zu 10 Personen Platz. Zur Innenausstattung gehört ein voll funktionsfähiger Kamin aus Marmor. Die Bootsbesatzung besteht aus 6–8 Mann.

## Eigner
Die Morning Glory wurde von Rupert Murdoch 1992 in Auftrag gegeben und 1993 in Dienst gestellt. Am 25. Juni 1999 heiratete er an Bord der Yacht im Hafen von New York seine dritte Frau, Wendy Deng, im Beisein von 82 geladenen Gästen. 
Ende 1999 verkaufte Murdoch das Boot für 4,5 Millionen Pfund Sterling an Silvio Berlusconi, dem die Morning Glory besser gefiel als seine 1991 ebenfalls von Perini Navi gebaute 40-m-Yacht Principessa Vaivia. 2008 wurde das Boot auf der Werft von Marine Group Boat Works in Chula Vista bei San Diego (Kalifornien), grundüberholt und neu ausgestattet.